# Harold Gillies
Harold Delf Gillies (Dunedin, Nouvelle-Zélande, 17 juin 1882 – Londres, Royaume-Uni, 10 septembre 1960) est un médecin britannique d'origine néo-zélandaise considéré comme l'un des pères de la chirurgie esthétique[réf. souhaitée].